# Isaac C. Kidd

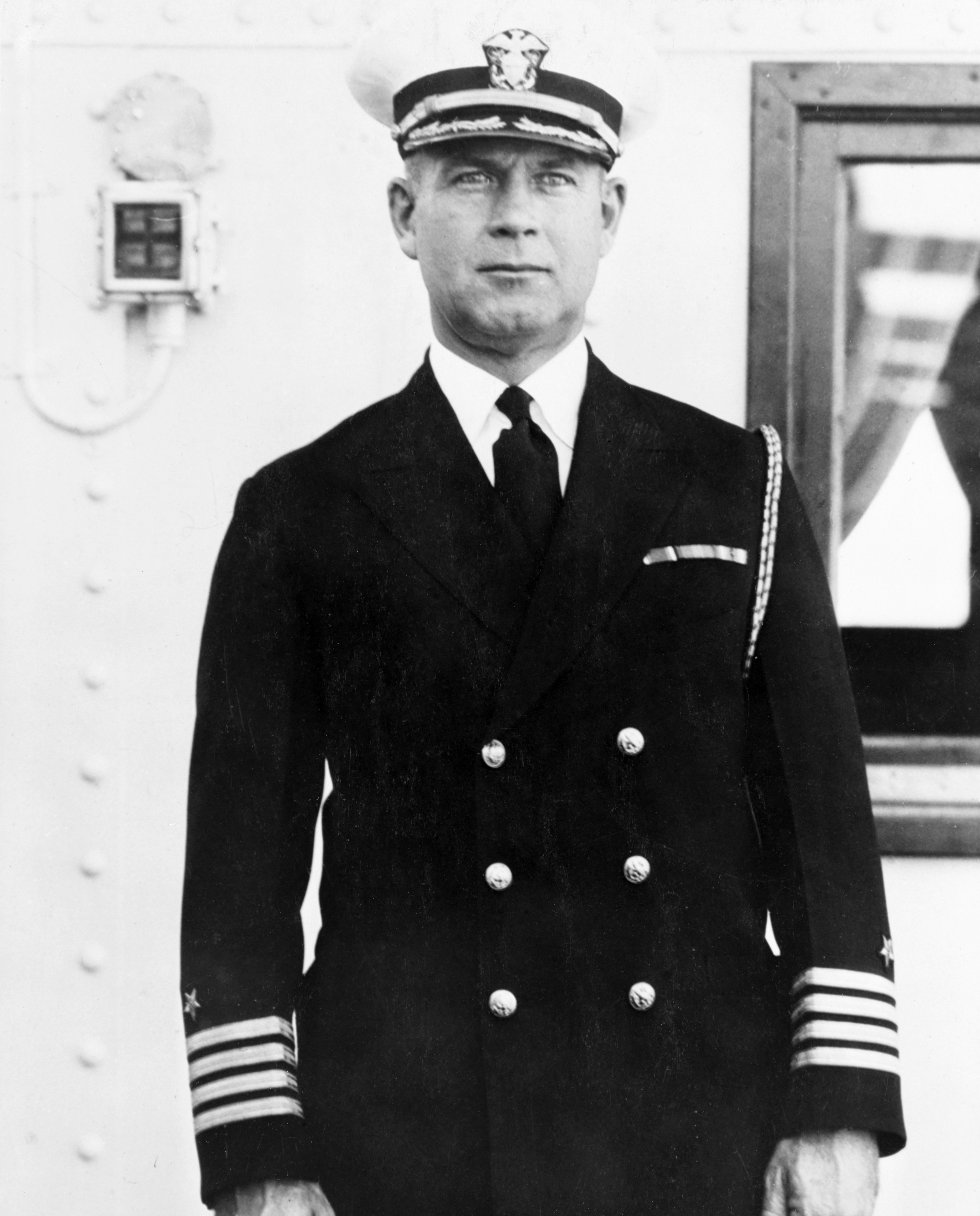
Isaac C. Kidd

Isaac Campbell Kidd, USN (* 26. März 1884 in Cleveland, Ohio; † 7. Dezember 1941 in Pearl Harbor) war ein US-amerikanischer Konteradmiral und der erste gefallene US-amerikanische Admiral im Zweiten Weltkrieg. Er war der Vater des späteren NATO-Admirals Isaac Campbell Kidd Jr.

## Leben
Isaac C. Kidd trat 1902 in die US Naval Academy ein, die er im Februar 1906 abschloss. Zwischen 1907 und 1909 nahm er auf der New Jersey an der Weltumrundung der Großen Weißen Flotte teil, dabei erhielt er 1908 sein Offizierspatent als Ensign. In den folgenden Jahren diente er auf dem Schlachtschiff North Dakota und dem Kreuzer Pittsburgh, bevor er dem Stab der Pazifikflotte zugeteilt wurde. 1916 bis 1917 war er Ausbilder an der U.S. Naval Academy, bevor er auf das Schlachtschiff New Mexico versetzt wurde. Dort blieb er während des restlichen Ersten Weltkrieges sowie in der Nachkriegszeit, danach kam wieder Dienst in Stäben und an der Marineakademie.
1925 bis 1926 war Kidd für ein Jahr Executive Officer (XO, dt. etwa 1. Offizier) auf dem Schlachtschiff Utah, danach für ein weiteres Jahr Kommandant des Marine-Frachtschiffs Vega, bevor er Hafenkommandant in Cristóbal am Panamakanal wurde, was er bis 1930 blieb. Dass seine Kommandos auf See in der Regel nur ein Jahr dauerten, lag an der Vorschrift, dass Marineoffiziere für Beförderungen eine bestimmte Zeit Dienst auf See geleistet haben mussten, daher wurden die Offiziere nach einem Jahr rotiert, um möglichst vielen Offizieren die für ihre Beförderung erforderlichen Seekommandos zukommen zu lassen. In den Rang eines Captain befördert folgten fünf weitere Jahre Stabsdienst, danach erhielt er das Kommando über das 1. Zerstörer-Geschwader der amerikanischen Scouting Fleet, der aus älteren Schlachtschiffen bestehenden Aufklärungsflotte. Nach einer weiteren Dienstzeit an der Marineakademie war er im September 1938 bis November 1940 Kommandant des Schlachtschiffs Arizona. Im November 1940 wurde er, zum Rear Admiral befördert, Stabschef des Befehlshabers der Schlachtflotte sowie Befehlshaber der 1. Schlachtschiff-Division, bestehend aus den Schlachtschiffen Nevada, Pennsylvania und Arizona.
Zu Beginn des japanischen Angriffs auf Pearl Harbor war er an Bord seines Flaggschiffs Arizona. Bevor er jedoch irgendwelche Maßnahmen anordnen konnte, fand er um 8.10 Uhr zusammen mit dem Großteil der Besatzung bei der Explosion der vorderen Munitionskammern den Tod. Als einzigen Überrest fand man nach dem Angriff auf seiner Gefechtstation den mit den Trümmern der Brücke verschmolzenen Siegelring der Marineakademie, den er 1906 als Absolvent erhalten hatte.
Für seinen „außerordentlichen Heldenmut und seine hervorragende Furchtlosigkeit“ verlieh ihm der Kongress der Vereinigten Staaten postum die Medal of Honor.
Die USSs Kidd' (DD-661), (DDG-993) - Typschiff der Kidd-Klasse - sowie (DDG-100) wurden nach ihm benannt.